# Red Band Society
Red Band Society es una serie de televisión estadounidense de comedia dramática adolescente, comedia negra y drama médico creada por Margaret Nagle para la cadena Fox. Está basada en la serie de televisión catalana Pulseras rojas creada y escrita por Albert Espinosa.
La serie está ambientada en un hospital centrado en un grupo de adolescentes que conviven juntos como pacientes en la sala de pediatría. Es la primera serie médica en centrarse en las historias de los pacientes.
El 26 de noviembre de 2014, se confirmó que el programa dejaría de producir episodios luego de una orden de 13 episodios originales, y la serie fue retirada de la programación después de haber emitido el décimo episodio.
El 13 de enero de 2015, Fox anunció la cancelación de la serie por no alcanzar los niveles de audiencia deseados, y los tres últimos episodios de la serie se transmitieron a partir del 31 de enero y finalizó el 7 de febrero de 2015, con un final de dos horas.

## Argumento
Sigue la historia de cinco adolescentes que poseen distintos problemas de salud y se obligan a convivir en el Ocean Park Hospital, donde serán intervenidos para mejorar sus problemas y recibirán asistencia médica por parte de varios profesionales.

## Reparto y personajes

### Principal
- Octavia Spencer como Dena Jackson, una enfermera estricta y supervisora de la sala de pediatría.
- Dave Annable como el Dr. Adam McAndrew, un cirujano experto que trabaja en el hospital.
- Ciara Bravo como Emma Chota, una chica inteligente que sufre de anorexia, es la novia de Leo y el interés amoroso de Jordi.
- Griffin Gluck como Charles "Charlie" Hutchison, un joven que se encuentra en estado de coma, es también el narrador de la serie.
- Zoe Levin como Kara Souders, una animadora con un agrandamiento en el corazón y se encuentra en la parte inferior de la lista de destinatarios de trasplante debido a su abuso de drogas.
- Rebecca Rittenhouse como Brittany Dobler, una enfermera ambiciosa y alegre.
- Charlie Rowe como Leo Roth, un joven que sufre de cáncer óseo y por eso debieron amputarle una de sus piernas. Él es el líder y creador de la Red Band Society.
- Nolan Sotillo como Jordi Palacios, un paciente con sarcoma de Ewing y a quien recién han admitido en la sala de pediatría.
- Astro como Dashiell "Dash" Hosney, un paciente con fibrosis quística que trata de impresionar a las chicas.

### Recurrente
- Wilson Cruz como Kenji Gómez-Rejón, un enfermero.
- Daren Kagasoff como Hunter Cole, un joven que sobrevivió a la leucemia pero luego sufre de cirrosis y está en necesidad de un trasplante de hígado. Es el interés amoroso de Kara.
- Thomas Ian Nicholas como Nick Hutchison, el padre de Charlie.
- Susan Park como Mandy Hutchison, la madre de Charlie.
- Adrian Lester como el Dr. Larry Naday, un famoso neurólogo británico que llega para ayudar a Charlie y es el interés del amoroso de Dena.
- Mandy Moore como la Dra. Erin Gracia, ex prometida del Dr. McAndrew.
- Griffin Dunne como Rubén García, una paciente que sufre de hipocondría.
- Catalina Sandino Moreno como Eva Palacios, la madre de Jordi
- Andrea Parker como Sarah Souders, la madre de Kara.
- Tricia O'Kelley como Daniella, ex niñera y madrastra de Kara.
- Nicolas Bechtel como Jordi Palacios de niño.
- Jes Macallan como Ashley Cole, la hermana de Hunter.
- Jessica Lu como Mae, novia de Dash a quien conoce por internet, que también cuenta con la fibrosis quística.
- Rebecca McFarland como Sylvia Roth, la madre de Leo.
- John Allen Nelson como Jon Chota, el padre de Emma.
- Marin Hinkle como Caroline Chota, la madre de Emma.
- Bertila Damas como Alma Quintana Leon, la abuela de Jordi, con quien creció en México.

### Estrellas invitadas
- Kennedy Brice como Finley Chota, la hermana menor de Emma.
- Bella Thorne como Delaney Shaw, una estrella del pop adolescente que tiene problemas con las drogas y se encuentra en el hospital para rehabilitarse.

## Producción

### Desarrollo
En 2011, se anunció que ABC Studios adaptaría Polseres vermelles para una versión estadounidense que se denominaría Red Band Society y que sería producida por Steven Spielberg y Marta Kauffman, pero la cadena optó por no seguir adelante con el proyecto durante las primeras etapas de producción.
En noviembre de 2013, Fox anunció que estaban trabajando en una adaptación de una serie de televisión española de habla catalán para los Estados Unidos y que Margaret Nagle sería la encargada de la adaptación del guion. El 17 de enero de 2014, Fox encargó un piloto. El 6 de mayo de 2014, Fox dio luz verde a la serie con un pedido de 13 episodios para la temporada 2014-15.
El 13 de enero de 2015, se anunció la cancelación de la serie debido a que no había cumplido con las expectativas de índice de audiencia.

## Episodios
| N.º | Título                                                 | Dirigido por              | Escrito por                                                           | Fecha de emisión original | Audiencia (millones) |
| --- | ------------------------------------------------------ | ------------------------- | --------------------------------------------------------------------- | ------------------------- | -------------------- |
| 1 | «Pilot»                                                | Alfonso Gómez-Rejon       | Historia y Guion por: Margaret Nagle                                  | 17 de septiembre de 2014  | 4.10                 |
| La abeja reina Kara colapsa durante la práctica de porristas y es ingresada en el Ocean Park Hospital, donde se encuentra a los enfrentamientos con algunos de los otros residentes de la sala de pediatría - Charlie, Emma, Leo, y Dash. Jordi, que cree que tiene el osteosarcoma, se ha escapado de su casa para ser tratado por el Dr. Adam McAndrew y después de algunas dudas, este es admitido. Está programado para tener su amputación de pierna al día siguiente y se junta con Leo, que también ha perdido su pierna debido al cáncer. |                                                        |                           |                                                                       |                           |                      |
| 2 | «Sole Searching»                                       | Jason Ensler              | Margaret Nagle                                                        | 24 de septiembre de 2014  | 3.43                 |
| Durante la operación de Jordi, el Dr. McAndrew encuentra que el cáncer se había extendido, y era un tipo más grave de lo que habían pensado en un principio. Al enterarse de que Jordi se queda con su pierna, Leo se pone celoso y sopla fuera de la terapia física para asistir a una fiesta de fraternidad. La madre de Kara llega al hospital con su pareja, a quién desprecia Kara, y tratan de inspirarse maneras de mover a Kara en la lista de donantes de órganos. Emma intenta que Kara y ka pareja de su madre hagan las paces.        |                                                        |                           |                                                                       |                           |                      |
| 3 | «Liar, Liar Pants on Fire»                             | Tricia Brock              | Historia por: David Zabel Guion por: Alison McDonald y Robert Sudduth | 1 de octubre de 2014      | 3.53                 |
| Alguien del pasado de Jordi vuelve a aparecer de la nada y termina generando el caos en el hospital mientras que el Dr. McAndrews traiciona sin saberlo un paciente. Kara sigue poniendo a prueba a Jackson, la enfermera. |                                                        |                           |                                                                       |                           |                      |
| 4 | «There's No Place Like Homecoming»                     | Elizabeth Allen Rosenbaum | Bill Krebs y Natalie Krinsky                                          | 8 de octubre de 2014      | 2.92                 |
| 5 | «So Tell Me What You Want What You Really Really Want» | Dan Lerner                | Anna Fricke                                                           | 15 de octubre de 2014     | 3.17                 |
| 6 | «Ergo Ego»                                             | Jason Ensler              | Jeannine Renshaw                                                      | 5 de noviembre de 2014    | 2.88                 |
| 7 | «Know Thyself»                                         | Griffin Dunne             | Rachel Shukert                                                        | 12 de noviembre de 2014   | 2.83                 |
| 8 | «Get Outta My Dreams, Get Into My Car»                 | Mark Piznarski            | Bill Krebs                                                            | 19 de noviembre de 2014   | 2.90                 |
| El Dr. Naday viene al Ocean Park Hospital, a pesar de su enfoque de tratamiento la Dra. Jackson cuestiona esa decisión. Mientras tanto, Emma, Dash y Jordi buscan el regalo perfecto, y Kara se entera de la verdad sobre Hunter. |                                                        |                           |                                                                       |                           |                      |
| 9 | «How Did We Get Here?»                                 | Tricia Brock              | Gina Fattore                                                          | 26 de noviembre de 2014   | 2.46                 |
| 10 | «What I Did For Love»                                  | Todd Holland              | Rina Mimoun                                                           | 3 de diciembre de 2014    | 3.03                 |
| 11 | «The Guilted Age»                                      | Dan Lerner                | Robert Sudduth                                                        | 31 de enero de 2015       | 1.79                 |
| 12 | «We'll Always Have Paris»                              | Robert Duncan McNeill     | Historia por: Alison McDonald Guion por: Gina Fattore y Anna Fricke   | 7 de febrero de 2015      | 1.74                 |
| 13 | «Waiting for Superman»                                 | Jason Ensler              | Jeannine Renshaw                                                      | 7 de febrero de 2015      | 1.88                 |

## Recepción
La primera temporada de Red Band Society contó con una recepción crítica y pública dispareja, con reseñas tanto positivas como negativas de ambas partes. En IMDb, fue calificada con 8.0 puntos sobre 10 sobre la base de más de 7 mil puntuaciones de usuarios. En Rotten Tomatoes, tuvo una aprobación crítica del 40% basada en 25 reseñas, mientras que la aprobación pública fue del 58% basada en 48 críticas. En su resumen general, el sitio escribió que «Su premisa puede ser cuestionable y su tono de desenfadado es a veces agobiante, pero Red Band Society tiene éxito debido a las buenas actuaciones de su talentoso reparto joven». En Metacritic, acumuló 58 puntos de 100 con base a 36 reseñas profesionales, indicando "críticas mixtas o medias".

### Audiencia
| Nro. | Título                                                 | Emisión                  | Ratings/Share (18–49) | Audiencia (en millones) | DVR 18-49 | Audiencias en DVR (en millones) | Total 18-49 | Total de Televidentes (en millones) |
| ---- | ------------------------------------------------------ | ------------------------ | --------------------- | ----------------------- | --------- | ------------------------------- | ----------- | ----------------------------------- |
| 1    | "Pilot"                                                | 17 de septiembre de 2014 | 1.3/4                 | 4.10                    | —         | —                               | —           | —                                   |
| 2    | "Sole Searching"                                       | 24 de septiembre de 2014 | 1.1/3                 | 3.43                    | 0.9       | 2.36                            | 2.0         | 5.79                                |
| 3    | "Liar, Liar Pants on Fire"                             | 1 de octubre de 2014     | 1.1/3                 | 3.33                    | 0.8       | —                               | 1.9         | —                                   |
| 4    | "There's No Place Like Homecoming"                     | 8 de octubre de 2014     | 0.9/3                 | 2.92                    | 0.8       | —                               | 1.7         | —                                   |
| 5    | "So Tell Me What You Want What You Really Really Want" | 15 de octubre de 2014    | 1.0/3                 | 3.17                    | 0.7       | —                               | 1.7         | —                                   |
| 6    | "Ergo Ego"                                             | 5 de noviembre de 2014   | 0.9/3                 | 2.88                    | 0.7       | —                               | 1.6         | —                                   |
| 7    | "Know Thyself"                                         | 12 de noviembre de 2014  | 0.9/3                 | 2.83                    | —         | —                               | —           | —                                   |
| 8    | "Get Outta My Dreams, Get Into My Car"                 | 19 de noviembre de 2014  | 0.9/3                 | 2.90                    | 0.6       | —                               | 1.5         | —                                   |
| 9    | "How Did We Get Here?"                                 | 26 de noviembre de 2014  | 0.7/2                 | 2.46                    | —         | —                               | —           | —                                   |
| 10   | "What I Did For Love"                                  | 3 de diciembre de 2014   | 0.9/3                 | 3.03                    | 0.6       | —                               | 1.5         | —                                   |
| 11   | "The Guilted Age"                                      | 31 de enero de 2015      | 0.5/2                 | 1.79                    | —         | —                               | —           | —                                   |
| 12   | "We'll Always Have Paris"                              | 7 de febrero de 2015     | 0.5/2                 | 1.74                    | —         | —                               | —           | —                                   |
| 13   | "Waiting for Superman"                                 | 7 de febrero de 2015     | 0.5/2                 | 1.88                    | —         | —                               | —           | —                                   |

## Premios y nominaciones
| Año  | Premiación                  | Categoría                          | Trabajo          | Resultado |
| ---- | --------------------------- | ---------------------------------- | ---------------- | --------- |
| 2015 | Image Award                 | Mejor Actriz en una Serie de Drama | Octavia Spencer  | Nominada  |
| 2015 | People's Choice Awards 2015 | Nuevo drama de televisión favorito | Red Band Society | Nominado  |